# Sokolniki Klonowskie
Sokolniki Klonowskie – wieś w Polsce położona w województwie wielkopolskim, w powiecie poznańskim, w gminie Kostrzyn, na południowy wschód od Kostrzyna, przy lokalnej drodze.
Niegdyś nazywały się Sokolniki Szurowo. Pod koniec XIX wieku leżały w powiecie średzkim i liczyły 13 dymów i 115 mieszkańców. Przeważali katolicy (100) nad protestantami (15). W latach 1975–1998 miejscowość administracyjnie należała do województwa poznańskiego. W 2011 wieś liczyła 62 mieszkańców.